# 久米村 (岡山県)
久米村（くめそん）は、岡山県久米郡にあった村。
現在の津山市くめ、久米川南、宮尾、領家に当たる。
久米町誕生後に大字宮尾と大字領家から、くめが誕生。

## 沿革
- 1889年6月1日 - 町村制施行に伴い、久米北条郡 久米川南村、宮尾村、領家村が合併し、久米村となる。大字久米川南に役場を置く。
- 1900年4月1日 - 久米北条郡が久米南条郡と合併し、久米郡となる。
- 1955年1月1日 - 久米郡大井町、倭文村と合併し、久米町となる。

## 地区の地名
- 久米川南
- 宮尾
- 領家

## 教育

### 学校
- 誠道小学校[1]

## 交通

### 鉄道
- JR姫新線：美作千代駅

### 道路
廃止当時は未完成。

#### 高速道路
中国自動車道が通過のみ

#### 国道
- 国道181号

#### 県道
- 主要地方道
  - 岡山県道70号久米建部線

## 河川・山岳

### 河川
- 吉井川
- 久米川

## 寺院・神社

### 寺院
- 円光寺
- 大法寺

### 神社
- 八幡神社
- 藤和田神社